# آکیرا مائدا
آکیرا مائدا (انگلیسی: Akira Maeda؛ زادهٔ ۲۴ ژانویهٔ ۱۹۵۹) کشتی‌گیر کشتی حرفه‌ای اهل ژاپن است، که در سال ۱۹۹۱ شرکت فایتینگ نتورک رینگس را تأسیس کرد.